# Lijst van Nederlandstalige parodieën op Engelstalige nummers
Onderstaande lijst geeft een overzicht van Nederlandstalige parodieën op Engelstalige hits. De parodieën zijn gesorteerd op titel van het originele nummer.
| Originele titel                                         | Originele artiest                                | Originele uitgave | Titel parodie / cover                                        | Artiest parodie / cover | Jaartal parodie / cover |
| ------------------------------------------------------- | ------------------------------------------------ | ----------------- | ------------------------------------------------------------ | --- | ----------------------- |
| 1001 Arabian nights                                     | Ch!pz                                            | 2004              | P.O.E.P. Poep                                                | Bibz |                         |
| A million in one, two, three                            | Dream Express                                    | 1977              | Dure koffie                                                  | De Strangers | 1977                    |
| Again and again                                         | Status Quo                                       | 1978              | Helène                                                       | Bertus Staigerpaip |                         |
| Always on my mind                                       | B.J. Thomas                                      | 1970              | Always on my mind                                            | Thomas van Luyn als George W. Bush |                         |
| Angie                                                   | The Rolling Stones                               | 1973              | Aatje                                                        | Rubberen Robbie |                         |
| Angie                                                   | The Rolling Stones                               | 1973              | Ankie                                                        | Duo Paul & André, later overgedaan door Jan Rot |                         |
| Another one bites the dust                              | Queen                                            | 1980              | We kapen een gratis bus                                      | MC Joël (Chris Van den Durpel) |                         |
| Are you lonesome tonight                                | Elvis Presley                                    | 1960              | Ik heb mijn dag niet vandaag                                 | André van Duin |                         |
| Baby                                                    | Justin Bieber                                    | 2010              | Balhaar                                                      | Thomas Smagge (YouTube) | 2010                    |
| Baby won't you leave me alone                           | Web                                              | 1969              | De Chinees doet veel meer met vlees                          | De Butlers | 1969                    |
| Barbara Ann                                             | The Regents                                      | 1958              | Barbecue                                                     | André van Duin | 1987                    |
| Barbie Girl                                             | Aqua                                             | 1997              | Neem een ander in de maling                                  | Ome Henk | 1997                    |
| Barbie Girl                                             | Aqua                                             | 1997              | Barbie haar dossier                                          | Van der Laan & Woe (De Kwis) | 2018                    |
| Battle Hymn of the Republic                             | Julia Ward Howe                                  | 1861              | Lief klein konijntje                                         | Henkie | 2006                    |
| Ben                                                     | Michael Jackson                                  | 1972              | Het ratje Bram                                               | Van der Laan & Woe (De Kwis) | 2015                    |
| Big girl (you are beautiful)                            | Mika                                             | 2007              | Blik bier (you are beautiful)                                | Guus en Meeuwis | 2007                    |
| Billionaire                                             | Travie McCoy ft. Bruno Mars                      | 2010              | Billen slaan                                                 | Thomas Smagge (YouTube) | 2010                    |
| Birth of a new age                                      | Jeangu Macrooy                                   | 2021              | Wij willen Olga zien                                         | Van der Laan & Woe (Even tot hier), Jeangu Macrooy | 2023                    |
| Blow me away                                            | Alain Clark                                      | 2008              | Go CPB                                                       | Van der Laan & Woe (Even tot hier), Alain Clark | 2023                    |
| Blurred Lines                                           | Robin Thicke, T.I. en Pharrell Williams          | 2013              | Google                                                       | Van der Laan & Woe (De Kwis) | 2013                    |
| Bohemian Rhapsody                                       | Queen                                            | 1975              | Kale Leo                                                     | Enge Buren |                         |
| Borderline                                              | Madonna                                          | 1983              | Bangalijst                                                   | Van der Laan & Woe (De Kwis) |                         |
| Burning daylight                                        | Mia Nicolai & Dion Cooper                        | 2023              | Vals                                                         | Van der Laan & Woe (Even tot hier) | 2023                    |
| Candle in the Wind                                      | Elton John                                       | 1997              | Goodbye Slobodan                                             | Mike Boddé als Elton John (Koppensnellers) |                         |
| Coco Jamboo                                             | Mr. President                                    | 1996              | Een aap lust graag bananen                                   | De Smurfen | 1996                    |
| Day-O (Banana Boat)                                     | Harry Belafonte                                  | 1957              | Het Bananenlied                                              | André van Duin | 1972                    |
| Day-O (Banana Boat)                                     | Harry Belafonte                                  | 1957              | Theo                                                         | De Gantwerp Rappers |                         |
| Billionaire                                             | Travie McCoy ft. Bruno Mars                      | 2010              | Billen slaan                                                 | Theaumes (YouTube) | 2010                    |
| Bird dog                                                | The Everly Brothers                              | 1958              | De hotdog                                                    | André van Duin | 1989                    |
| Bread and butter                                        | The Newbeats                                     | 1964              | De Pré Historie                                              | De Nieuwe Snaar |                         |
| Bread and butter                                        | The Newbeats                                     | 1964              | Bompa en kleinkind                                           | De Strangers | 1989                    |
| Captain Jack                                            | Captain Jack                                     | 1995              | Captain Jack                                                 | Vieze Jack | 2016                    |
| Caroline                                                | Status Quo                                       | 1973              | Dikke Sjaak (Fuckin' Bossche bol)                            | Bertus Staigerpaip |                         |
| Chelsea Dagger                                          | The Fratellis                                    | 2016              | Ik ben een kikker!                                           | DJ Maarten |                         |
| Cokane in my brain                                      | Dillinger                                        | 1977              | Ik ga weg Leen                                               | Dingetje | 1977                    |
| Come to my bedside my darling                           | Brothers Four                                    | 1964              | Kom uit de bedstee m'n liefste                               | Egbert Douwe | 1968                    |
| Colonel Bogey March                                     | F.J. Ricketts                                    | 1914              | Charel, ik heb uw kat gezien                                 | Tony Bell |                         |
| Copacabana                                              | Barry Manilow                                    | 1978              | Kopa koopavond                                               | Annie de Rooy |                         |
| Cry                                                     | Johnnie Ray e.a. (geschreven door C. Kohlman)    | 1951              | Als je huilt                                                 | André van Duin | 1982                    |
| Da doo ron ron (When he walked me home)                 | The Crystals                                     | 1963              | De brommerbeer                                               | André van Duin | 1989                    |
| Damn (I think I love you)                               | K-otic                                           | 2001              | Damn wat moet je dan doen?                                   | Van der Laan & Woe (Even tot hier), K-otic | 2022                    |
| Dark Horse                                              | Katy Perry & Juicy J                             | 2013              | Kijk eerst naar jezelf                                       | GameMeneer | 2014                    |
| Day Tripper                                             | The Beatles                                      | 1965              | Steuntrekker                                                 | Rubberen Robbie |                         |
| Day Tripper                                             | The Beatles                                      | 1965              | Ego-trippâh                                                  | De Règâhs |                         |
| Death is not the end                                    | Bob Dylan                                        | 1988              | Leven na de dood                                             | Freek de Jonge en Stips | 1997                    |
| Dem Bones                                               | The Famous Myers Jubilee Singers                 | 1928              | Het bonenlied                                                | Herman Finkers | 1990                    |
| Demasiado corazón                                       | Mink DeVille                                     | 1983              | Lekker bakken in de zon                                      | 't Spaanse Schaep (Pierre Bokma, Bianca Krijgsman, Jenny Arean, Georgina Verbaan, Carry Tefsen, Marc-Marie Huijbregts, Laus Steenbeeke, Ton Kas en Loes Luca) | 2011                    |
| Don't Stop Me Now                                       | Queen                                            | 1979              | Don't Stop Me Now                                            | Alex Klaassen als Freddie Mercury |                         |
| Don't stop the music                                    | Rihanna                                          | 2007              | Ja wij zijn de Smurfen                                       | De Smurfen | 2008                    |
| Don't worry be happy                                    | Bobby McFerrin                                   | 1988              | Don't worry be happy                                         | Johnny Camaro (Alfred Lagarde) |                         |
| Don't worry be happy                                    | Bobby McFerrin                                   | 1988              | Wij sorry zij happy                                          | Van der Laan & Woe (Even tot hier) | 2022                    |
| Don't you want me                                       | The Human League                                 | 1981              | Niet naar huis toe                                           | Vieze Jack | 2022                    |
| Down down                                               | Status Quo                                       | 1974              | Nou nou                                                      | Bertus Staigerpaip |                         |
| Dreams (will come alive)                                | 2 Brothers on the 4th Floor                      | 1994              | Die mok                                                      | Van der Laan & Woe (Even tot hier), 2 Brothers on the 4th Floor                                                                                               | 2023                    |
| Drop it                                                 | Scoop                                            | 1999              | Droplul                                                      | Skoep |                         |
| Ebony and Ivory                                         | Paul McCartney en Stevie Wonder                  | 1982              | Erotiek en privacy                                           | Van der Laan & Woe (De Kwis) | 2015                    |
| El Condor Pasa                                          | Simon & Garfunkel                                | 1970              | Zwevend naar 't geluk                                        | Jannes | 2009                    |
| Empire State of Mind                                    | Jay-Z ft. Alicia Keys                            | 2010              | Ga niet naar Nieuwsuur                                       | Zondag met Lubach ft. Sosha Duysker | 2021                    |
| Everywhere                                              | Fleetwood Mac                                    | 1987              | Wat is het kut om agent te zijn                              | Sophie Straat | 2021                    |
| Fancy                                                   | Iggy Azalea & Charli xcx                         | 2014              | Blinde mol                                                   | Milan Knol | 2015                    |
| Feelings                                                | Morris Albert                                    | 1974              | File                                                         | André van Duin | 1976                    |
| Fix You                                                 | Coldplay                                         | 2005              | Fikse                                                        | Van der Laan & Woe (Even tot hier) | 2023                    |
| Freed from Desire                                       | Gala                                             | 1997              | Shirt uit en zwaaien                                         | Het Feestteam en DJ Maurice | 2016                    |
| Freed from desire                                       | Gala                                             | 1997              | Friet van designer                                           | Herrie Hardstyles | 2019                    |
| F**k it (I don't want you back)                         | Eamon                                            | 2004              | Vakkenvuller                                                 | Simon | 2004                    |
| Funk dat                                                | Sagat                                            | 1994              | Praat geen poep                                              | Dingetje | 1994                    |
| Gimme! Gimme! Gimme! (A man after midnight)             | ABBA                                             | 1979              | Stuntpiloot Jack                                             | Vieze Jack | 2018                    |
| Gimme! Gimme! Gimme! (A man after midnight)             | ABBA                                             | 1979              | Kimmie (Gimme Gimme)                                         | Barry Badpak & O’nine | 2022                    |
| Gimme Hope Jo'anna                                      | Eddy Grant                                       | 1988              | Geef me hoop Jomanda                                         | Gijp | 1994                    |
| Gimme Hope Jo'anna                                      | Eddy Grant                                       | 1988              | Geef het op Joanna                                           | Van der Laan & Woe (De Kwis) | 2013                    |
| Gimme Some Lovin'                                       | Spencer Davis Group                              | 1966              | Sollicitere                                                  | Janse Bagge Band | 1982                    |
| Girl                                                    | Anouk                                            | 2004              | Curl curl curl                                               | Van der Laan & Woe (De Kwis) | 2017                    |
| Give It Up                                              | KC and The Sunshine Band                         | 1983              | Atje voor de sfeer                                           | René Karst | 2019                    |
| Goodnight Saigon                                        | Billy Joel                                       | 1982              | We gaan allemaal ten onder                                   | Mike Boddé (cabaret van Kopspijkers) | 2003                    |
| Go West                                                 | Village People                                   | 1979              | Go West                                                      | De Rode Duivels | 1993                    |
| Go West                                                 | Village People                                   | 1979              | Stil aan de overkant                                         | Zware Jongens | 2010                    |
| Hallelujah                                              | Leonard Cohen                                    | 1984              | Alle koeien                                                  | André van Duin | 2010                    |
| Hallelujah                                              | Leonard Cohen                                    | 1984              | Alle koeien                                                  | Van der Laan & Woe (Even tot hier) | 2022                    |
| Happy                                                   | Pharrell Williams                                | 2013              | Selfie                                                       | Van der Laan & Woe (De Kwis) | 2013                    |
| Happy new year                                          | ABBA                                             | 1979              | Hebbie QR?                                                   | Van der Laan & Woe (Even tot hier) | 2021                    |
| Hard to Say Goodbye                                     | Rondé                                            | 2021              | Zo gaat het dus altijd                                       | Van der Laan & Woe (Even tot hier), Rondé | 2022                    |
| Heaven Must Be Missing an Angel                         | Tavares                                          | 1976              | Hemel                                                        | Jiskefet | 1996                    |
| Hey Jude                                                | The Beatles                                      | 1968              | Louis                                                        | Gebroeders Rossig | 2022                    |
| Hold you back                                           | Status Quo                                       | 1977              | Hou je kop!                                                  | Bertus Staigerpaip | 1994                    |
| Holiday rap                                             | MC Miker G & Deejay Sven                         | 1986              | Holland rep                                                  | Haagsche Harry & Hollandseveldse Hendrik | 1986                    |
| I believe I can fly                                     | R. Kelly                                         | 1997              | Frikandellenvlaai                                            | Van der Laan & Woe (De Kwis) | 2017                    |
| I believe I can fly                                     | R. Kelly                                         | 1997              | Schiphol                                                     | Van der Laan & Woe (Even tot hier) | 2022                    |
| I get so lonely (when I dream about you) (Oh baby mine) | Four Knights                                     | 1953              | De heidezangers                                              | André van Duin | 1983                    |
| I like to be in America                                 | West Side Story                                  | 1957              | We gaan met z'n allen naar Amerika                           | Hans Versnel | 1994                    |
| I saw her standing there                                | The Beatles                                      | 1963              | Brommers kieken                                              | Jovink en de Voederbietels |                         |
| I want to hold your hand                                | The Beatles                                      | 1964              | Hand in hand                                                 | Tobietel Rix | 1964                    |
| I will survive                                          | Gloria Gaynor                                    | 1978              | Thierry blijft                                               | Van der Laan & Woe (Even tot hier) | 2020                    |
| I'm So Glad That I'm a Woman                            | Love Unlimited                                   | 1979              | Ik ben zo blij dat ik een vrouw ben                          | Annie de Rooy (Paul de Leeuw) | 1994                    |
| If I had a hammer                                       | Trini Lopez                                      | 1963              | Had ik moar een hoamer                                       | WC Experience | 1994                    |
| If you wanna be happy                                   | Jimmy Soul                                       | 1963              | Je bent nog niet gelukkig met een mooie vrouw                | Max Woiski jr. | 1974                    |
| In the ghetto                                           | Elvis Presley                                    | 1969              | In the Ghetto                                                | Paul de Leeuw | 1992                    |
| In the Mood                                             | The Andrew Sisters                               | 1939              | Goed of fout                                                 | Anne-Marie Jung, ... en ... als The Andrew Sisters (Kopspijkers)                                                                                              |                         |
| In the navy                                             | Village People                                   | 1979              | Op de camping                                                | Ome Henk | 1995                    |
| In the navy                                             | Village People                                   | 1979              | Bij de Rijkswacht                                            | De Strangers | 1979                    |
| In Zaire                                                | Johnny Wakelin                                   | 1976              | Indianendans                                                 | M-Kids | 2003                    |
| It's my life                                            | Bon Jovi                                         | 2000              | Tis mijn lijf                                                | Barry Badpak & O’nine | 2022                    |
| Jump around                                             | House of Pain                                    | 1992              | Steek 'm op!                                                 | Osdorp Posse | 1993                    |
| Karma chameleon                                         | Culture Club                                     | 1983              | Kapper knip me dan                                           | Van der Laan & Woe (Even tot hier) | 2020                    |
| Killing me softly                                       | Fugees                                           | 1996              | Hij maakte me gek (met z'n vingers)                          | Foetsie's | 1996                    |
| Kiss                                                    | Prince                                           | 1986              | Rits                                                         | Bertus Staigerpaip | 1987                    |
| Kung Fu Fighting                                        | Carl Douglas                                     | 1974              | Chop-Shoy Fighting                                           | De Strangers |                         |
| L'Amour Toujours                                        | Gigi D'Agostino                                  | 2001              | Je blik richting mij                                         | Bankzitters | 2022                    |
| Land of Hope and Glory                                  | Edward Elgar                                     | 1901              | Antwârpe, ik zien à zoe geire                                | De Strangers | 2007                    |
| Let's go                                                | The Breakz                                       | 2011              | Ik wil fietsen                                               | Milan Knol & Dylan Haegens | 2011                    |
| Let's twist again                                       | Chubby Checker                                   | 1961              | Rutte wist het                                               | Van der Laan & Woe (Even tot hier) | 2022                    |
| Live Is Life                                            | Opus                                             | 1985              | Bier is bier (bier)                                          | Gullie | 2023                    |
| Livin' on a Prayer                                      | Bon Jovi                                         | 1986              | De hut verbouwen                                             | Vieze Jack | 2020                    |
| Livin' on a Prayer                                      | Bon Jovi                                         | 1986              | Zonder Boeren Geen Vreten                                    | MEUK | 2022                    |
| Lily the Pink                                           | Scaffold                                         | 1968              | Drinke totteme zinke                                         | Thijs van der Molen | 1969                    |
| Lily the Pink                                           | Scaffold                                         | 1968              | En we drinken tot we zinken                                  | Johnny Hoes | 1969                    |
| Love and marriage                                       | Frank Sinatra                                    | 1955              | Grote voeten                                                 | André van Duin | 1992                    |
| Love of the common people                               | Four Preps                                       | 1967              | Stille Willem                                                | Henk Spaan & Harry Vermeegen | 1981                    |
| Lucy in the Sky with Diamonds                           | The Beatles                                      | 1967              | Geen sky met diamonds                                        | Van der Laan & Woe (De Kwis) | 2016                    |
| Ma Baker                                                | Boney M.                                         | 1977              | Brandweerman Jack                                            | Vieze Jack |                         |
| Ma Baker                                                | Boney M                                          | 1977              | Osamama                                                      | Enge Buren | 2006                    |
| Mambo No. 5 (A little bit of...)                        | Lou Bega                                         | 1999              | Mambo nummer 6                                               | Ome Henk |                         |
| Memories                                                | Maroon 5                                         | 2019              | Memmeskies                                                   | Van der Laan & Woe (Even tot hier) | 2020                    |
| Midnight Special                                        | Creedence Clearwater Revival                     | 1969              | Schijn een lichtje op mij                                    | Drukwerk | 1982                    |
| Money, Money, Money                                     | ABBA                                             | 1976              | Pony, pony, pony                                             | De Leidse Sleuteltjes |                         |
| More Than You Know                                      | Axwell Λ Ingrosso                                | 2017              | Genderneutraal                                               | Gullie | 2018                    |
| Mrs. Robinson                                           | Simon & Garfunkel                                | 1968              | Vannacht van jou gedroomd                                    | Marlous | 2013                    |
| My boy lollipop                                         | Millie Small                                     | 1964              | Ik heb m'n lolly op                                          | Dick & Lollipop | 1982                    |
| My Way                                                  | Frank Sinatra e.a. (tekst door Claude François)  | 1967              | Mijn nee                                                     | Van der Laan & Woe (De Kwis) | 2016                    |
| No Sleep till Brooklyn                                  | Beastie Boys                                     | 1986              | Geen Slaap tot Osdorp                                        | Osdorp Posse | 1993                    |
| Nobody's wife                                           | Anouk                                            | 1997              | Hou je bek                                                   | Eddy Zoëy |                         |
| Norwegian Wood                                          | The Beatles                                      | 1965              | Noordwijkerhout                                              | De Règâhs |                         |
| Ob-La-Di, Ob-La-Da                                      | The Beatles                                      | 1968              | Borgeri-Borgerhout-Borgerocco                                | De Strangers |                         |
| Oh, Pretty Woman                                        | Roy Orbison                                      | 1964              | Tsjongejonge                                                 | WC Experience |                         |
| One Night in Bangkok                                    | Murray Head                                      | 1984              | Een Nacht in Mokum                                           | Dingetje | 1985                    |
| Paloma blanca                                           | George Baker Selection                           | 1975              | Mijne blauwe geschelpte                                      | De Strangers | 1979                    |
| Poker Face                                              | Lady Gaga                                        | 2008              | Pa pa pa paardenvlees                                        | Van der Laan & Woe | 2012                    |
| Private Investigations                                  | Dire Straits                                     | 1982              | Privacy                                                      | Thomas van Luyn als Johan Remkes (Kopspijkers) |                         |
| Puppet on a string                                      | Sandie Shaw                                      | 1967              | 'N Paljaske van ne vent                                      | De Strangers | 1967                    |
| Radio Ga Ga                                             | Queen                                            | 1984              | Retegoor Tata                                                | Van der Laan & Woe (Even tot hier) | 2021                    |
| Rain                                                    | Status Quo                                       | 1976              | Ode aan de bouw (Sjouwen, bouwen)                            | Bertus Staigerpaip |                         |
| Rainbow in the Sky                                      | Paul Elstak                                      | 1995              | Ik ben zo gek op vanillevla                                  | House for Kids & De Gouden Nachtegaaltjes |                         |
| Ready or not                                            | Fugees                                           | 1996              | Klaar of niet                                                | De Foetsie's featuring Miker G |                         |
| Ringo                                                   | Lorne Greene                                     | 1964              | Bingo                                                        | André van Duin | 1987                    |
| Rivers of Babylon                                       | Boney M.                                         | 1978              | Den dopper                                                   | De Strangers | 1978                    |
| Rockabye                                                | Clean Bandit                                     | 2016              | Het Ron Jans afscheidslied                                   | Matthyas het Lam | 2017                    |
| Rocketeer                                               | Far East Movement ft. Ryan Tedder                | 2010              | Maandag                                                      | Theaumes ft. SpletschVlog (YouTube) |                         |
| Rockin' all over the world                              | John Fogerty                                     | 1975              | Rocken op de Hollandse klei                                  | Bertus Staigerpaip |                         |
| Roll over lay down                                      | Status Quo                                       | 1973              | Wat doet ie 't goed                                          | Bertus Staigerpaip |                         |
| Roxanne                                                 | The Police                                       | 1978              | Vaccin                                                       | Van der Laan & Woe (Even tot hier) | 2020                    |
| Ruby                                                    | Kaiser Chiefs                                    | 2007              | Roekie, Roekie, Roekie                                       | De Smurfen | 2008                    |
| Saturday night                                          | Whigfield                                        | 1995              | Ik raak alles kwijt                                          | De Smurfen |                         |
| Save the last dance for me                              | The Drifters                                     | 1960              | Oh darling, dans nog eenmaal met mij                         | Johnny Camaro (Alfred Lagarde) |                         |
| Save the last dance for me                              | The Drifters                                     | 1960              | Dans nog eenmaal met mij                                     | The Fouryo's (gecoverd door De Vrijbuiters) | 1961                    |
| Save the last dance for me                              | The Drifters                                     | 1960              | Dans nog eenmaal met mij                                     | Danny Fabry (andere vertaling) |                         |
| Scream & Shout                                          | will.i.am en Britney Spears                      | 2012              | Kippenbout                                                   | Piet-R Hogenbirk |                         |
| Sex on Fire                                             | Kings of Leon                                    | 2008              | Sex met die kale                                             | Lawineboys ft. DJ Jerome | 2010                    |
| Sex on the beach                                        | T-Spoon                                          | 1997              | Mes op de pit (Avocado-song)                                 | Van der Laan & Woe (Even tot hier), T-Spoon | 2020                    |
| Sink to the bottom                                      | Fountains of Wayne                               | 1997              | Kip paard koe                                                | Want Want | 2010                    |
| Shaddap you face                                        | Joe Dolce                                        | 1980              | Houtochdiekop                                                | Dingetje |                         |
| Shaddap you face                                        | Joe Dolce                                        | 1980              | "Agge mor fret"                                              | De Strangers | 1980                    |
| Shape of You                                            | Ed Sheeran                                       | 2017              | Bedreiger ontmaskeren                                        | OfficieelBen | 2017                    |
| Shape of you                                            | Ed Sheeran                                       | 2017              | Nergens meer naar toe                                        | Van der Laan & Woe (Even tot hier) | 2021                    |
| She Loves You                                           | The Beatles                                      | 1963              | Jè-jè-jè                                                     | Tobietel Rix |                         |
| Should I stay or should I go                            | The Clash                                        | 1982              | Ben je geil of wil je 'n koekje                              | Titt'n | 1997                    |
| Smells like teen spirit                                 | Nirvana                                          | 1991              | Lekker knallen!                                              | Vieze Jack | 2021                    |
| Stan                                                    | Eminem en Dido                                   | 2000              | Jelle                                                        | Slimme Schemer & Tido (Arjen Lubach en Janine Abbring) | 2001                    |
| Stars on 45                                             | Stars on 45                                      | 1981              | De Nederlandse sterre die strale overal!                     | Rubberen Robbie | 1981                    |
| Sorry                                                   | Justin Bieber                                    | 2015              | Op naar een vrolijk 2017!                                    | Van der Laan & Woe (De Kwis) | 2016                    |
| Step right up                                           | Jamai                                            | 2003              | Drink je blikje leeg                                         | Van der Laan & Woe (Even tot hier), Jamai | 2023                    |
| Survivor                                                | Destiny's Child                                  | 2001              | Ik ben bedreiger                                             | Van der Laan & Woe (De Kwis) |                         |
| Sweet Caroline                                          | Neil Diamond                                     | 1969              | Mijn Feyenoord                                               | Rotterdam En Trots (R.E.T) | 2017                    |
| Swiss maid                                              | Del Shannon                                      | 1962              | Angelique                                                    | André van Duin |                         |
| Ta-ra-ra boom-de-ay                                     | Lottie Collins                                   | 1892              | Het Steenbergs Piemelkoor                                    | Van der Laan & Woe (De Kwis) |                         |
| The Cover of "Rolling Stone"                            | Dr. Hook                                         | 1972              | De veurplaat van de Donald Duck                              | Bertus Staigerpaip | 1988                    |
| The final countdown                                     | Europe                                           | 1986              | De Jack Express (blaas maar op m'n fluitje)                  | Vieze Jack | 2019                    |
| The great pretender                                     | The Platters                                     | 1955              | Tante Greet, ik ken d'r                                      | Toby Rix | 1957                    |
| The lion sleeps tonight                                 | The Tokens                                       | 1961              | Een boutje en een moertje en een schroeffie en een nippeltje | André van Duin | 1985                    |
| The longest time                                        | Billy Joel                                       | 1984              | Liever Armand Pien                                           | Frank Dingenen |                         |
| The power                                               | Snap!                                            | 1990              | Ik ben verkouwen                                             | Snip |                         |
| The sound of C                                          | Confetti's                                       | 1988              | De nies in de neus                                           | Frank Dingenen |                         |
| The sound of silence                                    | Simon & Garfunkel                                | 1965              | Overal zijn zij dus                                          | Van der Laan & Woe (Even tot hier) | 2020                    |
| The three bells                                         | The Browns                                       | 1959              | Bim bam                                                      | André van Duin | 1982                    |
| The wanderer                                            | Dion                                             | 1961              | De handelaar                                                 | Bertus Staigerpaip |                         |
| The wanderer                                            | Dion                                             | 1961              | Bloemkôle                                                    | Oôs Joôs | 2006                    |
| They're coming to take me away, ha-haa!                 | Napoleon XIV (Jerry Samuels)                     | 1966              | Ze nemen me eindelijk mee, ha-ha                             | Floris VI (Dick Rienstra) en van Hugo de Groot (Cees de Man)                                                                                                  | 1966                    |
| They're coming to take me away, ha-haa!                 | Napoleon XIV (Jerry Samuels)                     | 1966              | Ik wil me Donaldukkie terug                                  | Bob Bouber |                         |
| Tie me kangaroo down, sport                             | Rolf Harris                                      | 1957              | Kangoeroe eiland                                             | Cocktail Trio | 1961                    |
| Think                                                   | Aretha Franklin                                  | 1968              | Energiedrank                                                 | Van der Laan & Woe (De Kwis) | 2014                    |
| TiK ToK                                                 | Kesha                                            | 2010              | Ben beslist alcoholist                                       | Theaumes (YouTube) |                         |
| (Till) I kissed you                                     | The Everly Brothers                              | 1959              | Totdat ik jou zag                                            | André van Duin | 1992                    |
| Together we're strong                                   | Mireille Mathieu en Patrick Duffy                | 1983              | Duet                                                         | Herman Finkers en Brigitte Kaandorp | 1990                    |
| Tweedle dee                                             | Little Jimmy Osmond                              | 1973              | Twiedel twiet                                                | André van Duin |                         |
| Up and down                                             | Vengaboys                                        | 1998              | Op en neer                                                   | Dingetje |                         |
| Wake me up                                              | Avicii                                           | 2013              | Laat me slapen                                               | Milan Knol | 2013                    |
| Wake me up before you go-go                             | Wham!                                            | 1984              | Wetenschap                                                   | Van der Laan & Woe (Even tot hier) | 2022                    |
| Walk this way                                           | Run DMC en Aerosmith                             | 1986              | Hoe'st ermee? (Ik voel me okee!)                             | Erik-Jan Hiltermann |                         |
| We are growing (Shaka Zulu)                             | Margaret Singana                                 | 1989              | Ojééé agossie                                                | Sjaakie Zoeloe (Kees Diks) | 1989                    |
| We will rock you                                        | Queen                                            | 1977              | Wienerschnitzel                                              | Gebroeders Ko | 2008                    |
| Whatever you want                                       | Status Quo                                       | 1979              | Wat je maar wilt                                             | Bertus Staigerpaip |                         |
| What you're proposing                                   | Status Quo                                       | 1980              | Je zit op rozen                                              | Bertus Staigerpaip | 1994                    |
| Who let the dogs out?                                   | Baha Men                                         | 2000              | Wie laat de hond uit?                                        | Eric Dikeb |                         |
| Wild side of life                                       | Status Quo                                       | 1976              | Dat is niks voor mij                                         | Bertus Staigerpaip |                         |
| Wooly Bully                                             | Sam the Sham & the Pharaohs                      | 1965              | Stoelen stoelen!                                             | André van Duin | 1965                    |
| Would you                                               | Touch & Go                                       | 1998              | Mag ik...                                                    | Dingetje |                         |
| Wrecking ball                                           | Miley Cyrus                                      | 2013              | Roze skippybal                                               | Theaumes (YouTube) | 2013                    |
| Yellow submarine                                        | The Beatles                                      | 1966              | Jelle zal wel zien                                           | Johnny Hoes | 1967                    |
| Yellow submarine                                        | The Beatles                                      | 1966              | Jelle zal wel zien                                           | Albert Brosens & De Doordouwers | 1967                    |
| Yellow submarine                                        | The Beatles                                      | 1966              | Jelle zal wel zien                                           | Karin Kent | 1967                    |
| Yes! We Have No Bananas                                 | Frank Silver en Irving Cohn                      | 1923              | Het bananenlied                                              | De Boswachters | 1999                    |
| Yesterday                                               | The Beatles                                      | 1965              | Yesterday                                                    | Rijk de Gooyer |                         |
| YMCA                                                    | Village People                                   | 1978              | ANWB                                                         | Brigitte Kaandorp |                         |
| YMCA                                                    | Village People                                   | 1978              | KNMI                                                         | Toni Peroni & His All Stars | 1987                    |
| YMCA                                                    | Village People                                   | 1978              | O.C.M.W.                                                     | De Strangers | 1979                    |
| YMCA                                                    | Village People                                   | 1978              | Gezin in gevaar                                              | Van der Laan & Woe (De Kwis) | 2018                    |
| You're the greatest lover                               | LUV'                                             | 1978              | Alles is weer koek en ei                                     | Martine Sandifort, Plien van Bennekom en Bianca Krijgsman als Patty Brard, Marga Scheide en José Hoebee (Kopspijkers)                                         |                         |
| You don't know                                          | Milow                                            | 2006              | Zo sloom                                                     | Van der Laan & Woe (Even tot hier), Milow | 2021                    |
| You're the one that I want                              | John Travolta en Olivia Newton-John (uit Grease) | 1978              | Nee daar trappen we niet in                                  | Vader Abraham en de Ruimtesmurfen | 1979                    |